# Crepis multiflora
Crepis multiflora ist eine Pflanzenart aus der Gattung Pippau (Crepis) in der Familie der Korbblütler (Asteraceae).

## Merkmale
Crepis multiflora ist ein einjähriger Schaft-Therophyt, der Wuchshöhen von 7 bis 30, selten bis 40 Zentimetern erreicht. Die Blätter weisen keine Drüsenhaare auf. Die Stiele der Körbchen sind kaum verdickt, wenn die Pflanze fruchtet. Die Hülle ist 8 bis 9 Millimeter groß. Die äußeren Hüllblätter sind ein Drittel so lang wie die inneren. Die Blüten sind 7 bis 8 Millimeter groß. Die Früchte sind dunkelbraun und werden von den inneren Hüllblättern nicht eingeschlossen. Die äußeren Früchte sind meist 3,5 bis 4 Millimeter groß, ungleich gerippt, gekielt und an ihrer Spitze stärker als am Grund verschmälert. Die inneren Früchte sind 3 bis 3,5 Millimeter groß, spindelförmig, 10-rippig, fein stachelig und verschmälern sich nach oben hin stark.
Die Blütezeit reicht von April bis Juni.
Die Chromosomenzahl beträgt 2n = 8.

## Vorkommen
Crepis multiflora kommt in Griechenland, in Kreta, im Bereich der Ägäis und in der Türkei vor. Die Art wächst in Felsspalten und an Sand- und Felsküsten. Auf Kreta ist sie in Höhenlagen von 0 bis 200 Meter zu finden.

## Belege
1. 1 2 3 4  Ralf Jahn, Peter Schönfelder: Exkursionsflora für Kreta. Mit Beiträgen von Alfred Mayer und Martin Scheuerer. Eugen Ulmer, Stuttgart (Hohenheim) 1995, ISBN 3-8001-3478-0, S. 342.
2. ↑   Tropicos.
3. ↑  Werner Greuter (2006+): Compositae (pro parte majore). – In: W. Greuter & E. von Raab-Straube (Hrsg.): Compositae. Euro+Med Plantbase - the information resource for Euro-Mediterranean plant diversity. Datenblatt Crepis multiflora In: Euro+Med Plantbase - the information resource for Euro-Mediterranean plant diversity.